# Desa Sirnajaya (administrativ by i Indonesien, lat -6,62, long 106,99)
Desa Sirnajaya är en administrativ by i Indonesien.   Den ligger i provinsen Jawa Barat, i den västra delen av landet, 50 km söder om huvudstaden Jakarta.